# Eugenia melanadenia
Eugenia melanadenia är en myrtenväxtart som beskrevs av Carl Karl Wilhelm Leopold Krug och Ignatz Urban. Eugenia melanadenia ingår i släktet Eugenia och familjen myrtenväxter.

## Underarter
Arten delas in i följande underarter:
- E. m. melanadenia
- E. m. santayana